# Molophilus bubbera
Molophilus bubbera là một loài ruồi trong họ Limoniidae. Chúng phân bố ở miền Australasia.